# 小行星24538
小行星24538（24538 Charliexie）是一颗绕太阳运转的小行星，为主小行星带小行星。该小行星于2001年2月20日发现。

## 轨道参数
小行星24538的轨道半长轴为339 852 887 km，2.2717439 UA，离心率为0.049。